# Wolfgang Musculus
Pour les articles homonymes, voir Musculus.
Wolfgang Musculus (Müslin, Meuslin ou Mäuslin), est un pasteur et un théologien réformateur originaire du duché de Lorraine, né le 8 septembre 1497 à Dieuze et mort le 30 août 1563 à Berne.
Il est né dans la ville de Dieuze (en allemand : Duss), alors située dans le bailliage d'Allemagne, une circonscription administrative du duché située dans l'ancienne province du Westrich (aujourd'hui dans le Saulnois, département de la Moselle) ; c'était alors une terre de langue germanique, plus précisément francique, jusqu'aux repeuplements consécutifs aux désastres de la guerre de Trente Ans.
Son père, Antoine était un tonnelier, originaire de Dieuze ; sa mère, Angela Sartori, était originaire de Domnon (à l'époque "Domenheim").
Passionné par le chant, le savoir, les langues, l'humanisme et la religion, il est entraîné dans les tempêtes et les déchirures religieuses de son époque. Son talent le fait connaître dans l'Europe protestante et la tradition orale de ses chants résonne encore aujourd'hui dans les temples réformés.
En 1527, à la suite des fortes tensions religieuses dans les fiefs environnants, liées aux suites de la guerre des Paysans, il quitte le monastère bénédictin de Lixheim (actuel département de la Moselle) pour rejoindre Strasbourg et se consacrer à la Réforme. Il est ensuite envoyé à Augsbourg. Il quitte la ville en 1548 en réaction à l'introduction de l'intérim d'Augsbourg, arrive en Suisse et devient professeur de théologie à Berne à partir de 1549.

## Biographie

### Dieuze, Sélestat et Lixheim
Wolfgang Musculus est très vite attiré par les études. Après avoir suivi les enseignements de base dans son village, il se rend dès l'âge de 12 ans à Rappoltsweiler (en français Ribeauvillé) en Alsace dont il apprécie la qualité de l'enseignement. Il subvient à ses besoins quotidiens en chantant dans les rues et parvient à gagner la protection du comte Guillaume XI de Rappoltstein (en français Ribeaupierre). Il poursuit ensuite ses études à Colmar puis à Sélestat en 1510 et 1511.
Cette dernière ville possède en effet une des écoles les plus réputées de l'époque, spécialisée dans la traduction d'ouvrages anciens. Wolfgang y est l'élève de Johann Sapidus, qui est son aîné de 7 ans seulement, et qu'il retrouvera plus tard à Strasbourg. Juristes, philosophes et écrivains humanistes célèbres de l'époque sont ses condisciples ou ses professeurs. Il s'initie au chant et surtout aux langues, en particulier le latin et le grec.
Sur la route de Dieuze, en allant rendre visite à ses parents, il s'arrête au passage à Lixheim, dans la seigneurie de Lutzelstein (La Petite-Pierre). Grâce à sa cousine Sophie, il fait la connaissance des moines bénédictins du lieu et les impressionne par la qualité de son chant. Ceux-ci sont prêts à l'accueillir comme novice en prenant en charge tous les frais. C'est ainsi que Wolfgang est ordonné prêtre en 1512, à l'âge de 15 ans, par l'évêque de Metz, après avoir obtenu l'autorisation de sa famille. Il revient ensuite à Lixheim où il travaille dans le calme de la bibliothèque ou des forêts environnantes. Il entreprend avec un zèle exceptionnel la traduction des Métamorphoses d'Ovide (à l'école de Sélestat depuis Krafft Hoffman et sans doute avec Johann Sapidus, son élève et successeur, on lisait assidûment Ovide). Wolfgang en est arrivé au sixième livre lorsque l'érudit messin Claudius Cantiuncula (Chansonnette), ébloui par son travail, se fait confier les manuscrits, qu'il ne lui rendra jamais — Les Métamorphoses seront traduites en 1545 par l'alsacien Jörg Wickram.
Dès 1518 Wolfgang se familiarise avec les écrits de Martin Luther, dont 22 livres sont publiés à Strasbourg en 1519 et 1520.
Il convertit bientôt les moines de Lixheim aux thèses de ce dernier et on lui donne désormais le surnom de « moine luthérien », ce qui lui attire les foudres des évêques de Metz et de Strasbourg. Il est menacé à plusieurs reprises, mais sous la protection de Reinhard de Rotenburg, bailli de La-Petite-Pierre, converti aux thèses luthériennes.
En 1525, pendant la guerre des Paysans, le monastère de Lixheim est pillé. Musculus se retrouve à Saverne parmi les paysans insurgés, où Antoine, duc de Lorraine a écrasé la révolte. Le moine fuit la ville et ses poursuivants dans des conditions épiques et parvient à rejoindre Strasbourg.
De retour au monastère il étend son influence au point qu'on le choisit à l'unanimité comme prieur.
Mais, déçu par la vie monastique ou inquiété par la sévère répression du luthéranisme qui se cristallise dans les environs, il se désiste.

### Strasbourg
En 1527, Musculus quitte le monastère pour rejoindre Strasbourg, en compagnie de Margaretha Bart, une jeune femme originaire de Lixheim. Arrivés à Strasbourg presque sans un sou, ils vivent tous les deux de « petits boulots » jusqu'au jour où Wolfgang devient l'assistant de Martin Bucer, réformateur issu lui aussi de l'école de Sélestat. Musculus et Margaretha se marient en décembre de la même année, à l'église Saint-Pierre-le-vieux.
Après un court séjour à Dorlisheim où il ouvre une école pour subsister, il revient à Strasbourg pour travailler l'hébreu en compagnie de Capito et Bucer, réformateurs strasbourgeois.
Il réalise un dictionnaire hébraïque qui va longtemps rester une référence (Capito réalisera une grammaire).
Il profite également de son séjour pour reprendre ses études en théologie.

### Augsbourg
Il ne reste pas longtemps à Strasbourg car les théologiens de cette ville ont gagné à leurs idées le conseil de la ville libre d'Augsbourg.
Il est envoyé en Souabe en compagnie de Theobald Niger.
En 1531, il prend en charge la paroisse Sainte-Croix et en 1537 il devient prédicateur de la cathédrale Notre Dame qui est enlevée aux catholiques,.
Délégué de la ville d’Augsbourg, il participe en 1536 à l’élaboration des accords de Wittemberg entre protestants.
Il participe en 1540 aux discussions de Worms, puis en 1541 à celles qui aboutissent à l’intérim de Ratisbonne.
Dans les deux cas, il joue un rôle considérable dans la rédaction du compte-rendu. Il gagne aussi au protestantisme la ville de Donauwörth et prend des responsabilités dans les écoles de la ville d'Augsbourg.
C'est ainsi que, pendant seize ans, il enracine ses idées et sa vie dans cette ville dont le rayonnement est grand en ce XVIe siècle.
En en ayant fait sa deuxième patrie, il peut envisager d'y finir son existence, mais les événements vont en décider autrement.
En 1546 Luther meurt.
L'empereur Charles Quint en profite pour reprendre l’offensive contre les princes protestants. En avril 1547, il remporte sur eux la victoire de Mühlberg (Saxe).
Les dirigeants de la ligue de Smalkalde sont faits prisonniers.
Le principal allié des princes luthériens, le roi de France, François Ier, meurt la même année. L’empereur, auréolé de sa victoire, fait une entrée triomphale dans la ville d’Augsbourg (septembre 1547).
Escorté de princes et d’évêques, il vient solennellement y ouvrir la Diète.
Il confisque la cathédrale aux protestants et tente de mettre en place un intérim qui permette d’attendre les conclusions du concile de Trente.
Le contenu de l’accord est si défavorable aux réformateurs que Wolfgang Meuslin le combat ouvertement, s’attirant les foudres de l’empereur.
Il menace de quitter la ville si l’intérim est adopté.
Après de nombreuses tractations le texte est promulgué le 15 mai 1548 et Musculus quitte la ville le jour même.

### Suisse
Son objectif est alors de trouver asile en Suisse. Passant par Lindau et Constance, il cherche à rejoindre son ami Johann Haller à Zurich, mais celui-ci se trouve à Berne. Or le conseil de la ville de Zurich ne veut pas déplaire à l’empereur Charles Quint au faîte de sa puissance. Musculus doit reprendre la route vers Bâle où il trouve refuge chez son éditeur Johann Herwagen. Il retourne ensuite à Constance pour y chercher sa femme et ses enfants qui ont quitté Augsbourg pour le rejoindre. Pris dans le siège de la ville par les Espagnols de Alphonso Vives Compenses, il réussit cependant à s’enfuir avec sa famille. De Bischofszell, il gagne ensuite Saint-Gall, à l’invitation du maire Joachim Vidianus au nom de l’ensemble de ses administrés. Mais la maladie de sa femme et de ses enfants ne lui permet pas d’apprécier l’hospitalité de la cité et il répond avec plaisir à l’invitation du conseil de la ville libre de Zurich, qui après de longues hésitations lui propose enfin de l’accueillir. De plus son ami Johann Haller, qui est toujours à Berne, renonce à ses fonctions à l’abbaye de Zurich au profit de Wolfgang Meuslin.
Il envisage sans doute de terminer calmement sa vie dans cette ville. C’est pourquoi il refuse l’invitation de l’archevêque de Canterbury qui veut s’attacher ses services (son ami Martin Bucer avait choisi l’exil dans cette ville en 1548 alors que la ville de Strasbourg avait accepté les conditions de l’intérim d’Augsbourg). Par contre, il accepte une chaire d’exégèse à l’université de Berne en 1549 ; il la conservera pendant 14 ans. Il est si unanimement apprécié qu’il refuse diverses propositions :
- L’archevêque de Canterbury le redemande après la mort de  Martin Bucer en 1551.
- Les deux villes libres de Strasbourg et d’Augsbourg cherchent à le faire revenir après l’affaiblissement de Charles Quint qui a perdu son aura depuis qu il a dû laisser les trois évêchés de langue française de l’empire (Metz, Toul et Verdun) sous protectorat du roi de France Henri II (à la suite d'un accord d'entraide avec les princes protestants allemands), en 1553.
- Le comte palatin Otto Henri puis son successeur Frédéric III le veulent à Heidelberg.
- Le landgrave de Hesse le demande à Marbourg.
- On le sollicite à Cassel (Hesse).

Finalement il reste à Berne qui l’a accueilli dans la période où il connaissait des difficultés. Il y meurt le 30 août 1563 en laissant une œuvre considérable.

## Travaux
L’œuvre de Wolfgang Meuslin est entièrement orientée par son engagement en faveur de la Réforme, à qui il a consacré sa foi sacrifié son attachement à la terre de ses ancêtres.
Wolfgang Meuslin est de ceux qui sont des hommes de carrefour, de contact et de transposition :
- Après la fin du Moyen Âge, la Renaissance renoue avec les cultures antiques.
- À Dieuze, alors fief du duché de Lorraine, il est né en terre d'Empire, germanophone dans un duché à dominante romane, où la lutte contre le luthéranisme, puis le protestantisme se fera sentir de façon de plus en vive au cours de sa vie.
- Plongé dans les livres et les Saintes Écritures, il reste cependant habité par la culture orale : le chant et la prédication sont des aspects dominants de son existence.

### Traduction de textes anciens
Pour asseoir sa doctrine sur des bases solides, la connaissance des textes anciens est primordiale. À cet effet, Wolfgang Meuslin se familiarise avec de nombreuses langues : latin, grec, hébreu, arabe, dialectes orientaux et sémitiques. Il se lance dans un intéressant travail de traduction qui constitue un élément essentiel de son œuvre. On retrouve là une constante des écrivains de cette région : ils se font traducteurs, par nécessité de transmettre les idées ou les nouveautés de leur époque d’un côté à l’autre des langues qu’ils connaissent : Johann Fischart (XVIe siècle), Johann Salzmann (XVIIIe siècle), Charles de Villers (XVIIIe-XIXe siècles), Théodore de Puymaigre (XIXe siècle).
Il traduit notamment : Jean Chrysostome, Basile, Cyrille, Nestorius, Eusèbe, Socrate le Scolastique, Hermion, Athanase… et tous ceux qui ont fait les premières années de l’histoire de l’Église. Il y recherche les bases et les fondements bibliques nécessaires à l’élaboration de ses thèses.

### Théologie
Muni de ses références bibliques traduites de sa main, il se consacre à son travail de théologien, immergé dans les débats qui agitent son époque. Il élabore et approfondit les thèses de l’école strasbourgeoise de théologie protestante à laquelle il est profondément attaché il publie des commentaires sur les saintes écritures, essentiellement en latin car il s’adresse à des érudits.
Il n’est pas le seul Lorrain à s'être ainsi investi dans un travail portant sur les questions philosophiques et théologiques : Sébastien Reinstalder (1864-1935) est à ranger dans la même lignée.
Wolfgang Meuslin travaille ainsi sur les épîtres de Saint-Paul, sur les écrits de Saint-Matthieu et Saint-Jean, sur la Genèse et sur les psaumes. Une partie de ses commentaires est traduite en anglais et en néerlandais, ce qui lui vaut un rayonnement européen. Il publie aussi un livre sur l’usure intitulé De usuris ex verbo dei, dans lequel il critique la pratique du triple contrat, et dont une version allemande paraîtra à Strasbourg en 1593.
Non content de fonder sa doctrine à partir de sa lecture des saintes écritures, il se charge lui-même de propager sa foi par de nombreux ouvrages. Il devient ainsi un des premiers grands écrivains en langue allemande. C’est dans cette langue qu’il s’adresse à ses contemporains les plus humbles. Il publie ainsi :
- Ain frydsams und Christliches Gesprech ains Evangelischen auf ainer und ains Widerteuffers auf der andern seyten…
- Über die papistische Messe
- Une polémique avec Jean Cochlée
- Vermanung an den Teutschen und Evangelischen Kriegsmann
- Von der jetzigen Entpörung im Reich etliche kurtze Gespräch
- Newe zeytung die yetzigen Kriegsleüfft im Teütschen Landt belangend
- Papistischer Wetterhahn…
- Wider den unreinen Catechismus
- Wie weyt ein Christ schuldig sey Gewalt zu leyden…

Il publie encore un catéchisme préfacé par Martin Bucer, des dialogues parus sous le pseudonyme d’Eutichius Myonius et Loci communes in usus sacrae theologiae candidatorum parati dont des traductions seront faites en anglais, en français et en allemand.
Dans tous ses textes, Wolfgang Meuslin témoigne d’un profond engagement dans les questions religieuses de son époque comme d’autres lorrains le feront après lui : le calviniste Johann Fischart (XVIe siècle) ; les catholiques Johann Nikolaus Weislinger (XVIIIe siècle) et Johann Jacob Weber (XIXe siècle) ; on peut même rapprocher cela de l’engagement œcuménique d’un Roger Bichelberger (XXe siècle).

### Chants et psaumes
Wolfgang Meuslin donnera encore sa pleine mesure dans une autre façon de propager sa foi. Il restera fidèle à ce que dès sa jeunesse il pratiqua avec enthousiasme : le chant religieux et la poésie.
Il publiera également quelques épitaphes. Parmi les cantiques et les psaumes qu’il publie, citons :
- Min Hirt ist got der herre min, Gott stat in seuner gmainde recht
- Wer underm schirm des höchsten helt, das Vatter unser
- O Herre Gott begnade mich, Der Vater in sein Throne
- Ain gsang zuo Gott umb vil gaben zuo besserung : O Allmächtiger Herre Gott
- Der Hymnus Christe qui lux (Christe, der du bist tag und liecht)
- Der Herre ist mein trewer Hirt

Certains sont repris jusqu’au XXe siècle dans les recueils de chants religieux de l’Église réformée (les deux derniers parus dans le recueil de L’Église de la Confession d'Augsbourg d'Alsace et de Lorraine en 1952). Jean-Sébastien Bach utilise le cantique Der Herr ist mein getreuer Hirt composé par Meuslin en 1530, une paraphrase du psaume 23, pour sa cantate chorale Der Herr ist mein getreuer Hirt, BWV 112, qu'il dirige pour la première fois à Leipzig en 1731,.
En cela, Wolfgang Musculus s’inscrit dans le même mouvement que tous ceux qui ont fait prospérer le chant religieux au cours des siècles. Du chant grégorien jusqu’aux collecteurs tels que l’abbé Pinck (XXe siècle) en passant par Johann Nikolaus Philipp ou Christoph Salzmann (XVIIIe siècle), les auteurs Lorrains sont nombreux dans ce domaine.
Mais il nous faut aussi évoquer ici son style. Sans entrer dans une étude approfondie, nous suivrons ceux qui se sont penchés sur la question, en soulignant son sens du mot juste qui lui permet de conserver rythme et rimes sans pour autant altérer le sens profond de ce qu’il écrit. Certains admirent son exercice de style qui lui permet de partir d’un texte aussi rigide que le Notre Père pour le rendre poétique. Cet art du mot et la façon d’utiliser le vocabulaire lui permet aussi de s’inscrire dans une ligne que l’on retrouvera après lui chez d’autres auteurs en Lorraine : Johann Fischart (XVIe siècle), Eugène Jolas (XXe siècle)…
Nous devons enfin signaler, pour être complets, son abondante correspondance, ses lettres échangées avec tous les grands de son époque (Martin Luther, Jean Calvin…). Tous ces éléments soulignent encore mieux, si cela est nécessaire, combien il fut un homme engagé dans les débats de son époque. Il occupa d’ailleurs un rôle éminent dans de nombreuses occasions : il rédigea par exemple les actes du colloque de Worms en 1541 (réunion destinée à trouver un accord sur les questions théologiques).

## Œuvre principale
- Loci communes in usus sacrae theologiae candidatorum parati, Bâle, 1560

### Source de la traduction
- (en) Cet article est partiellement ou en totalité issu de l’article de Wikipédia en anglais intitulé « Wolfgang Meuslin » (voir la liste des auteurs).